# Quadra (álbum)
Quadra é o décimo quinto álbum de estúdio da banda brasileira de heavy metal Sepultura, lançado em 7 de fevereiro de 2020, pela gravadora Nuclear Blast. É um álbum conceitual baseado na numerologia, no número "quatro" e seus significados como descrito no Quadrívio. Assim como em seu álbum anterior Machine Messiah, a banda foi à Suécia para gravar com o produtor Jens Bogren.
É o álbum mais bem sucedido da banda desde Against de 1998, entrando nas paradas musicais em 17 países, e no top 20 em 7 países. É também o álbum mais bem sucedido da história da banda na Alemanha e Suíça, ultrapassando a posição de Roots, atingindo a posição número 5 e número 13, respectivamente.

## Conceito
O guitarrista Andreas Kisser explicou que o conceito do álbum é baseado no Quadrívio, que eram as quatro matérias, ou artes (aritmética, geometria, música e astronomia) ensinadas nas universidades helênicas, após o Trívio. A palavra vem do latim Quadrivium, que significa "quatro caminhos".
Baseado nisso, a banda dividiu as 12 faixas do álbum em quatro seções de 3 músicas cada. A primeira seção traz canções mais thrash metal, baseadas no som clássico do Sepultura. A segunda seção é inspirada pelo groove metal e percussão que a banda explorou no álbum Roots. A terceira parte tem mais trechos progressivos, inspirados pela música "Iceberg Dances" do álbum Machine Messiah. E a quarta parte possui mais trechos melódicos e sinfônicos, similares à música "Machine Messiah".
Quadra também possui o significado de "quadra esportiva". Kisser declarou: "Todos nós viemos de diferentes quadras – países e nações com suas fronteiras e tradições, cultura, religiões, leis, educação e um conjunto de regras onde a vida acontece. Nossas personalidades, crenças, o modo de vida, a construção das sociedades e dos relacionamentos... tudo depende desse conjunto de regras com as quais crescemos. São conceitos de criação, deuses, morte e ética"
Quando Derrick Green foi perguntado em uma entrevista "Qual o álbum do Sepultura que você mais se orgulha?", ele respondeu, "Definitivamente Quadra. É o álbum mais recente, e nós trabalhamos realmente muito duro nele. Temos muitos elementos diferentes do passado que nos ajudaram a chegar aqui - onde estamos agora. Então, sem sombra de dúvidas, este é o álbum mais forte que fizemos juntos. E estou extremamente orgulhoso disso."

## Recepção
| Críticas profissionais | Críticas profissionais |
| Pontuações agregadas   | Pontuações agregadas   |
| Fonte                  | Avaliação              |
| ---------------------- | ---------------------- |
| Metacritic             | 77/100                 |
| Avaliações da crítica  |                        |
| Fonte                  | Avaliação              |
| AllMusic               | [ 5 ]                  |
| Blabbermouth.net       | 9/10                   |
| Exclaim!               | 8/10                   |
| The Arts Desk          | 8/10                   |
| Metalfan (NL)          | 83%                    |
| Metal Storm            | 8.0/10                 |
| Zwaremetalen (NL)      | 85%                    |
| Ultimate Guitar        | 8.7/10                 |

Thom Jurk do AllMusic escreveu em uma resenha: "Quadra é o primeiro álbum do Sepultura a realmente se igualar em termos de qualidade à sua trilogia clássica. Ele oferece uma série de músicas pesadas, carnudas e aventureiras, que satisfazem abundantemente as emoções e poder cru. A produção de Bogren e a execução do Sepultura estão perfeitamente equilibradas. Além disso, Green entrega sua performance definitiva. É o primeiro álbum do Sepultura em décadas que se mede favoravelmente junto com a produção clássica da banda".
Dom Lawson do site Blabbermouth escreveu que Quadra "mostra plenamente e com muito barulho o som de uma banda no auge do seu poder, tanto em termos de criatividade, quanto musicalidade", e chama o álbum de "um de seus melhores registros".
O website Collector's Room incluiu Quadra nos Top 50 melhores álbuns brasileiros de metal de todos os tempos. A revista Metal Hammer o elegeu como o 30º melhor disco de metal de 2020.

## Faixas
Todas as letras escritas por Derrick Green. 
| N.º            | Título                                                    | Música                  | Duração |  |
| 1.             | "Isolation"                                               | Kisser, Eloy Casagrande | 4:56    |  |
| 2.             | "Means to an End"                                         | Kisser, Casagrande      | 4:39    |  |
| 3.             | "Last Time"                                               | Kisser, Casagrande      | 4:27    |  |
| 4.             | "Capital Enslavement"                                     | Kisser, Casagrande      | 3:40    |  |
| 5.             | "Ali"                                                     | Kisser, Casagrande      | 4:12    |  |
| 6.             | "Raging Void"                                             | Kisser, Casagrande      | 3:57    |  |
| 7.             | "Guardians of Earth"                                      | Kisser, Casagrande      | 5:11    |  |
| 8.             | "The Pentagram" (instrumental)                            | Kisser, Casagrande      | 5:20    |  |
| 9.             | "Autem"                                                   | Kisser, Casagrande      | 4:06    |  |
| 10.            | "Quadra" (instrumental)                                   | Kisser                  | 0:46    |  |
| 11.            | "Agony of Defeat"                                         | Kisser, Casagrande      | 5:51    |  |
| 12.            | "Fear, Pain, Chaos, Suffering" (featuring Emmily Barreto) | Kisser, Casagrande      | 4:09    |  |
| Duração total: | Duração total:                                            | Duração total:          | 51:14   |  |

| Alive in Brazil (Digipack e Earbook bonus disc) |                                                              |         |  |
| N.º                                             | Título                                                       | Duração |  |
| 1.                                              | "Choke" (do Against, 1998)                                   | 3:46    |  |
| 2.                                              | "Convicted in Life" (do Dante XXI, 2006)                     | 3:31    |  |
| 3.                                              | "Sepulnation" (do Nation, 2001)                              | 4:41    |  |
| 4.                                              | "Apes of God" (do Roorback, 2003)                            | 3:22    |  |
| 5.                                              | "Sepultura Under My Skin" (do Sepultura Under My Skin, 2015) | 3:45    |  |
| 6.                                              | "Manipulation of Tragedy" (do The Mediator..., 2013)         | 4:19    |  |
| 7.                                              | "The Vatican" (do The Mediator..., 2013)                     | 6:34    |  |
| 8.                                              | "Cut-Throat" (do Roots, 1996)                                | 2:55    |  |
| Duração total:                                  | Duração total:                                               | 32:28   |  |

- Gravado ao vivo no "Audio" em São Paulo, Brasil em 20 de junho de 2015

## Integrantes

### Sepultura
- Derrick Green − vocais
- Andreas Kisser − guitarra
- Paulo Jr. − baixo
- Eloy Casagrande − bateria, percussão

### Convidados
- Emmily Barreto − vocais na faixa 12
- Paulo Cyrino − elementos de dubstep na faixa 5
- Kadu Fernandes − percussão na faixa 4
- Francesco Ferrini − arranjos e orquestra nas faixas 3 e 12
- Ingrid − regente do Coral Chorus Mysticus
- Gunnar Misgeld − arranjos para coral nas faixas 1, 3, 7 e 11
- Robertinho Rodrigues − baixo acústico
- Renato Zanuto − teclados, arranjos para coral, orquestra e cordas nas faixas 1, 4, 7 e 11
- Bruna Zneti − violino

## Desempenho Comercial
| Chart (2020)                          | Peak position |
| ------------------------------------- | ------------- |
| Australian Digital Albums (ARIA)      | 19            |
| Áustria (Ö3 Austria Top 40)           | 17            |
| Bélgica (Ultratop Flandres)           | 59            |
| Bélgica (Ultratop Valônia)            | 54            |
| França (SNEP)                         | 63            |
| Alemanha (Offizielle Deutsche Charts) | 5             |
| Hungria (MAHASZ)                      | 12            |
| Japão (Oricon)                        | 225           |
| Polónia (ZPAV)                        | 23            |
| Portugal (AFP)                        | 11            |
| Escócia (Official Scottish Albums)    | 31            |
| Espanha (PROMUSICAE)                  | 40            |
| Suíça (Schweizer Hitparade)           | 13            |
| Reino Unido (UK Rock & Metal Albums)  | 5             |